# Esquièze-Sère
Esquièze-Sère is een gemeente in het Franse departement Hautes-Pyrénées (regio Occitanie) en telt 438 inwoners (2004). De plaats maakt deel uit van het arrondissement Argelès-Gazost.

## Geografie
De oppervlakte van Esquièze-Sère bedraagt 1,5 km², de bevolkingsdichtheid is 292,0 inwoners per km².

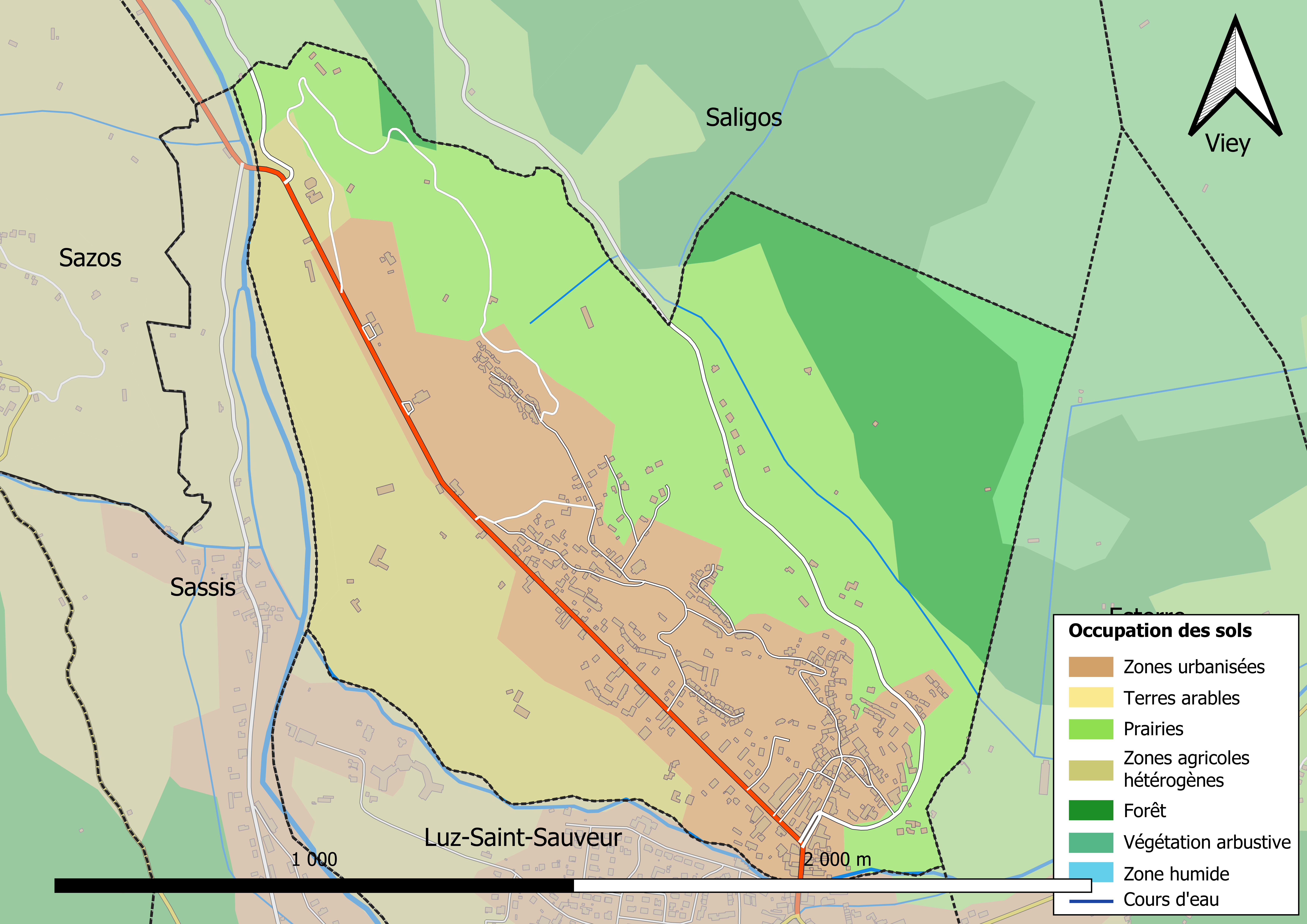
Kaart van de gemeente met belangrijkste infrastructuur, bodemgebruik en omliggende gemeenten

## Demografie
Onderstaande figuur toont het verloop van het inwonertal (bron: INSEE-tellingen).

1. ↑  Populations de référence 2022.